# Mistrzostwa Polski w kolarstwie przełajowym 1972
Mistrzostwa Polski w kolarstwie przełajowym 1972 odbyły się w Jeleniej Górze.

## Wyniki
- Witold Woźniak (Sarmata Warszawa)[2]
- Andrzej Łabus (Dolnoślązak Jelenia Góra)
- Mieczysław Cielecki (Karolin Jaworzyna Śląska)